# Barville-en-Gâtinais
Barville-en-Gâtinais – miejscowość i gmina we Francji, w Regionie Centralnym, w departamencie Loiret.
Według danych na rok 1990 gminę zamieszkiwało 199 osób, a gęstość zaludnienia wynosiła 19 osób/km² (wśród 1842 gmin Regionu Centralnego Barville-en-Gâtinais plasuje się na 940. miejscu pod względem liczby ludności, natomiast pod względem powierzchni na miejscu 1125.).